# Mecistocephalus heteropus
Mecistocephalus heteropus är en mångfotingart som beskrevs av Jean-Henri Humbert 1865. Mecistocephalus heteropus ingår i släktet Mecistocephalus och familjen storhuvudjordkrypare.
Artens utbredningsområde är Sri Lanka. Inga underarter finns listade i Catalogue of Life.